# La Fille du fugitif
Pour plus de détails, voir Fiche technique et Distribution.
La Fille du fugitif (titre original : Her Country's Call) est un film muet américain, réalisé par Lloyd Ingraham, sorti en 1917.

## Synopsis
Jess Slocum vit avec son père Jim dans une petite maison au flanc de la montagne, en contrefort d'un camp de l'armée. Lorsque sa fille l'interroge à propos de sa haine des soldats, Slocum reconnaît avoir été chassé d'un camp de l'armée pour avoir fait de la contrebande. Slocum, qui fait toujours de la distillation clandestine, est poursuivi par des officiers du fisc, qui lui tirent dessus. Jess est blessée et son père envoyé en prison. Le Capitaine Neville et sa sœur prennent Jess en charge, mais l'ostracisme des enfants du voisinage fait que Jess s'enfuit pour retourner chez elle. En chemin, elle surprend une conversation entre des Mexicains en train de planifier une attaque du dépôt de munitions de la milice. Faisant demi-tour, Jess prévient le camp à temps. Slocum confesse alors que Jess est en fait la fille du Colonel Tremaine, qu'il avait enlevée quand elle était bébé pour se venger de son exclusion de l'armée. Jess retrouve sa vraie famille et le jeune capitaine la demande en mariage. 

## Fiche technique
- Titre original : Her Country's Call
- Réalisation : Lloyd Ingraham
- Scénario : Charles T. Dazey
- Production : Samuel S. Hutchinson
- Société de production : American Film Company
- Société de distribution : Mutual Film Corporation
- Pays de production :  États-Unis
- Langue : anglais
- Format : Noir et blanc - 35 mm - 1,37:1 - Muet
- Genre : drame
- Durée : 5 bobines
- Date de sortie :
  - États-Unis : 1er octobre 1917

## Distribution
- Mary Miles Minter : Jess Slocum
- George Periolat : Jim Slocum
- Alan Forrest : Capitaine Earle Neville
- Harry A. Barrows : Colonel Tremaine
- Margaret Shelby : Marie Tremaine
- Ashton Dearholt : John Reynolds
- Nellie Widen : Miss Neville
- Spottiswoode Aitken : Dr. Downie